# Nicolas Majerus
Nicolas Majerus (15 de noviembre de 1982) es un deportista francés que compitió en remo como timonel. Ganó tres medallas en el Campeonato Mundial de Remo entre los años 2003 y 2005.

## Palmarés internacional
| Campeonato Mundial | Campeonato Mundial | Campeonato Mundial | Campeonato Mundial      |
| Año                | Lugar              | Medalla            | Prueba                  |
| ------------------ | ------------------ | ------------------ | ----------------------- |
| 2003               | Milán (Italia)     | Medalla de bronce  | Ocho con timonel ligero |
| 2004               | Bañolas (España)   | Medalla de oro     | Ocho con timonel ligero |
| 2005               | Kaizu (Japón)      | Medalla de oro     | Cuatro con timonel      |